# Methode Toussaint-Langenscheidt

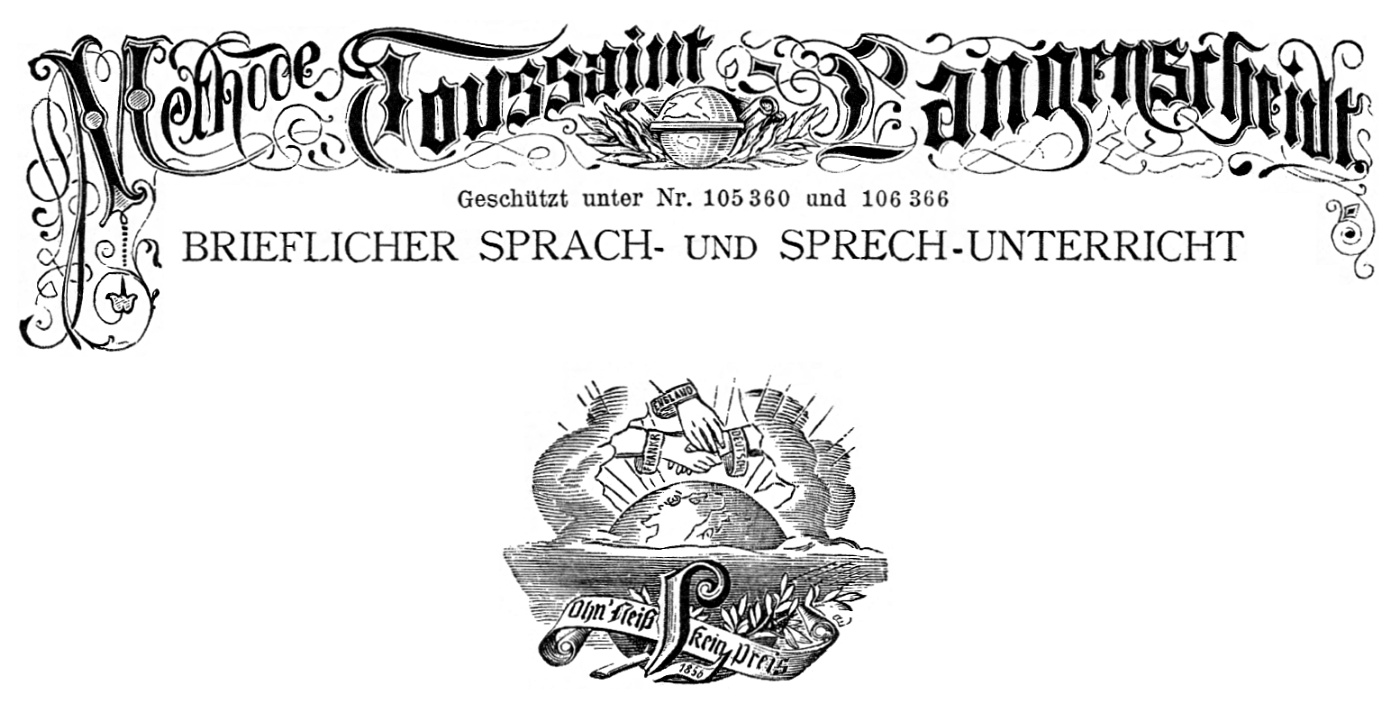
„Methode Toussaint-Langenscheidt“-Schriftzug mit Langenscheidt-Schutzmarke, um 1910

Die Methode Toussaint-Langenscheidt (abgekürzt „MeTouLa“ bzw. „Metoula“) ist ein Mitte des 19. Jahrhunderts entwickeltes Verfahren zum Erlernen von Fremdsprachen im Selbststudium. Benannt ist die Methode nach ihren Gründern Charles Toussaint (1813–1877) und Gustav Langenscheidt (1832–1895). Praktische Verbreitung erfuhr sie in Form von Lernbriefen und Büchern über einen Zeitraum von rund hundert Jahren hinweg etwa bis Mitte des 20. Jahrhunderts. In der europäischen Methodengeschichte des Fremdsprachenunterrichts hat sie einen festen Platz. In der modernen Fremdsprachendidaktik spielt sie keine nennenswerte Rolle mehr. 
Die MeTouLa-Sprachkursveröffentlichungen bildeten den Grundstock der heutigen Langenscheidt-Verlagsgruppe, die 1856 unter dem Namen Expedition der Unterrichtswerke nach der Methode Toussaint-Langenscheidt gegründet wurde. Damit war Gustav Langenscheidt einer der Pioniere des Fernunterrichts; er förderte das Selbstlernen mit Hilfe von Unterrichtsbriefen ohne Lehrer. Im Rahmen der gemeinsamen Methodenentwicklung zwischen 1854 und 1856 schufen die beiden Sprachlehrer Toussaint und Langenscheidt außerdem eine einfache Lautschrift, die weite Verbreitung auch in Publikationen anderer Verlage fand und im deutschsprachigen Raum erst im 20. Jahrhundert durch das Internationale Phonetische Alphabet (IPA) abgelöst wurde.

## Eigenschaften

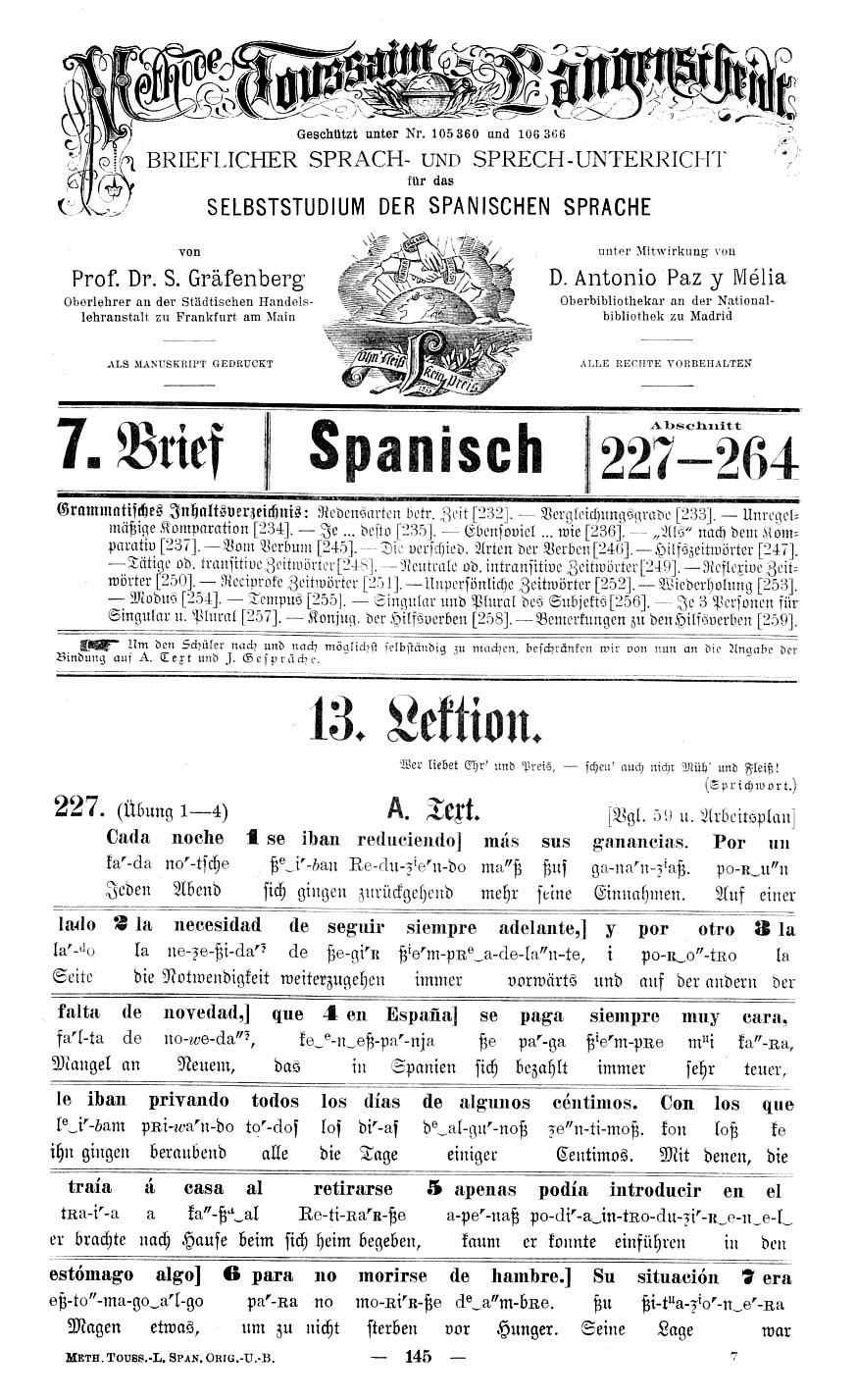
Beispielblatt eines Sprachlernbriefs für Spanisch nach der Methode Toussaint-Langenscheidt mit Interlinearübersetzungen

Prinzipiell basiert MeTouLa auf Sprachunterrichtsmethoden von James Hamilton (1769–1831) und Jean Joseph Jacotot (1770–1840). Anfang des 19. Jahrhunderts propagierten Hamilton und Jacotot unabhängig voneinander das direkte Sprachenlernen anhand wörtlicher Übersetzungen und ohne vorherige langwierige Einführungen in Regelwerke, wie sie zuvor üblich waren. Auch die Methode Toussaint-Langenscheidt stützt sich weit mehr aufs Lesen und Sprechen als aufs vordringliche Erlernen korrekter Grammatik. 
Wichtige Elemente der Methode waren von Anfang an:
1. eine wortgetreue Interlinearübersetzung (s. Abb.),
2. eine leicht verständliche Lautschrift,
3. eine konsequente Verpflichtung zur täglichen Wiederholung der Lektionen (nötige Selbstdisziplin).

Neu an der Methode war vor allem, dass parallel zum Originaltext und zur Übersetzung systematisch auch die Aussprache in Form einer eigenen Lautschrift mitgeführt wurde. Dies war besonders wichtig, weil beim reinen Selbststudium nur auf Grundlage schriftlichen Unterrichtsmaterials keine akustischen Vorbilder für die Aussprache vorhanden waren („Vorsprecher“, also z. B. Lehrer oder Muttersprachler).
Die Interlinearübersetzung erfolgte typischerweise in der Reihenfolge:
- erste Zeile: Originaltext (Fremdsprache),
- zweite Zeile: Aussprache (Fremdsprache),
- dritte Zeile: Wort-für-Wort-Übersetzung (Deutsch).

Ausführliche Erläuterungen zum Verständnis und zu Besonderheiten begleiteten jeden Interlinear-Abschnitt.

### Lautschrift
Das vorwiegend von Gustav Langenscheidt entwickelte „phonetische System“ bzw. „Aussprachealphabet“ umfasste ausschließlich deutsche Buchstaben (Fraktur) und – „für fremde Laute, wofür die deutsche Schriftsprache keine Zeichen hat“ – einige lateinische Buchstaben (Antiqua) und Buchstabenverbindungen (Digraphe, z. B. „ch“). Die Lautwerte der Buchstaben entsprachen jeweils der hochdeutschen Aussprache. Besonders deutlich zu sprechende Laute, Silben oder Wörter wurden durch Fettschrift kenntlich gemacht, schwache flüchtige Laute hingegen durch kleinere hochgestellte Schrift. Hinzu kamen noch fünf Zusatzzeichen: Ein Breve (˘) wies auf einen kurzen Laut hin, ein Makron (¯) auf einen langen. Ein Wortakzent wurde mit einem Strich (′) gekennzeichnet, ein Satzakzent mit einem Zweistrich (″). Zur Kennzeichnung einer Lautverbindung diente ein untergesetzter Liaisonbogen (◌‿◌).

## Anwendungsbereiche
Die Methode Toussaint-Langenscheidt richtete sich an Erwachsene, die außerschulisch und selbstständig eine Fremdsprache möglichst umfassend erlernen wollten. Eine wichtige Voraussetzung zum erfolgreichen Selbststudium war der sichere Umgang mit dem Hochdeutschen in Schrift und Aussprache – ein Umstand, der damals, insbesondere im 19. Jahrhundert, für große Bevölkerungsteile noch nicht selbstverständlich war.
Hauptanwendungsbereiche waren gedruckte Sprachlernbriefe (Deutsch–Fremdsprache), die in zahlreichen Auflagen rund hundert Jahre lang durchweg im Langenscheidt'schen Verlagsprogramm erschienen. Außerhalb Deutschlands veröffentlichten einige andere Verlage übersetzte Ausgaben (z. B. Niederländisch–Fremdsprache) und Adaptionen dieser Lernbriefe. Langenscheidt bot außerdem zur akustischen Ergänzung der Lernbriefe zeitweise auch Schallplatten mit Sprachaufnahmen an, bei denen die Methode ebenfalls zum Tragen kam. Daneben gab es noch kompakte Bücher, in denen die Methode genutzt wurde, um gezielt nur diejenigen Sprachkenntnisse zu vermitteln, die vor allem für Alltagsgespräche nötig waren.

### Sprachlernbriefe

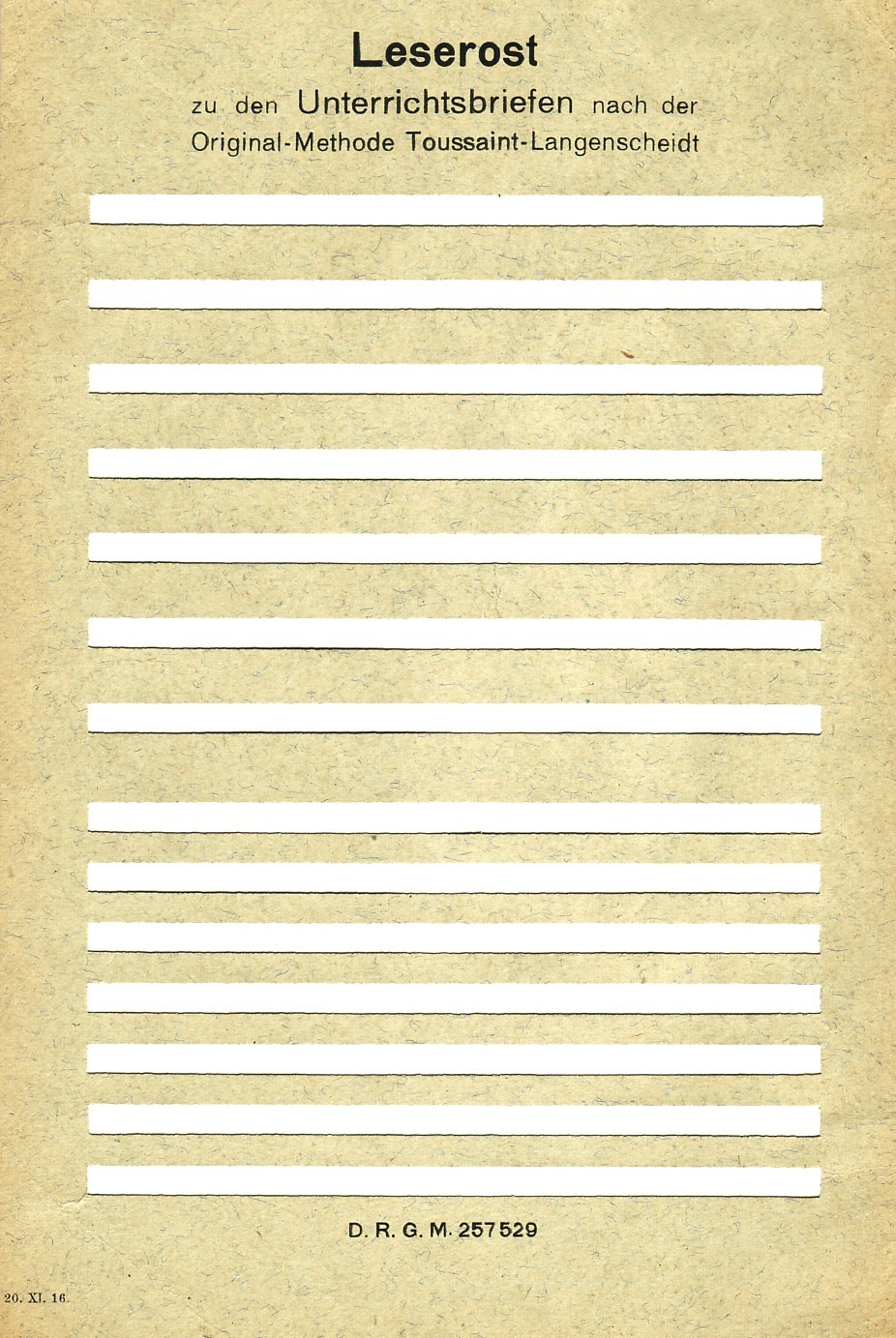
Der „Leserost“, eine Auflegeschablone zum selektiven Lesen des Fremdsprachentextes, der Aussprache oder aber der Übersetzung

Grundlage des „brieflichen Sprach- und Sprechunterrichts“ nach der Methode Toussaint-Langenscheidt war eine Sammlung gedruckter Lernbriefe, die – ähnlich einem Lieferungsroman oder einer Loseblattsammlung – aus mehreren Einzelteilen bestand und vom Gesamtumfang her einem umfangreichen Lehrbuch mit mehreren hundert Seiten entsprach. 
Der erste schriftliche Selbstlernkurs erschien 1856 und richtete sich an Deutschsprechende, die Französisch lernen wollten. Die Unterrichtsbriefe wurden schnell populär; bereits 1881 lagen die „Französisch-Briefe“ in 30. Auflage vor. 1861 wurde die Methode Toussaint-Langenscheidt fürs Englische übertragen. Weitere Sprachausgaben folgten. Die 14. und zuletzt in die Reihe aufgenommene Fremdsprache war 1923 Hebräisch. 
Die Unterlagen für jede Sprache waren inhaltlich gegliedert in zwei Kurse mit jeweils 18 Lektionen (Lerneinheiten), die wiederum in mehrere Abschnitte, Abteilungen und Unterabteilungen eingeteilt waren. Zwei Lektionen waren dabei im Oktavformat zu einem Lernbrief zusammengeheftet. Pro Sprache wurden also insgesamt 36 Lernbriefe herausgegeben. Zur geordneten Aufbewahrung wurde ein Schuber mitgeliefert. Hinzu kamen noch ein Prospekt zur Einführung in die Lernmethode, ein Titelblatt, eine „Leserost“ (D.R.G.M. 257529) genannte Schablone zum selektiven Lesen der Interlinearübersetzungen, ein Arbeitsplan, ein Sachregister sowie mehrere Beilagen (z. B. Schreibhelfer, Konjugationsmuster, Hinweise zu landestypischen Briefstilen, Abriss der Literaturgeschichte). 
Vertrieben wurden die Selbstlernsprachkurse sowohl als Komplettpaket als auch im Abonnement, bei dem die einzelnen Lernbriefe in regelmäßigen Zeitabständen – in der Regel im Zwei-Wochen-Rhythmus – per Post an die Kunden verschickt wurden. Die beiden Kurseinheiten konnten zudem unabhängig voneinander bezogen werden. Üblich war der vom Verlag empfohlene und offensiv beworbene Abonnementbezug, der das Lernen in überschaubaren, aufeinander abgestimmten Portionen ermöglichen sollte. Dabei galt: „Das Studium eines Briefes erfordert, bei einem Zeitaufwande von täglich etwa zwei Stunden, vierzehn Tage, der eines Kursus von achtzehn Briefen also neun Monate.“ Für beide Teilkurse zusammen und damit fürs angestrebte komplette Erlernen einer Sprache wurden regulär also eineinhalb Jahre veranschlagt.

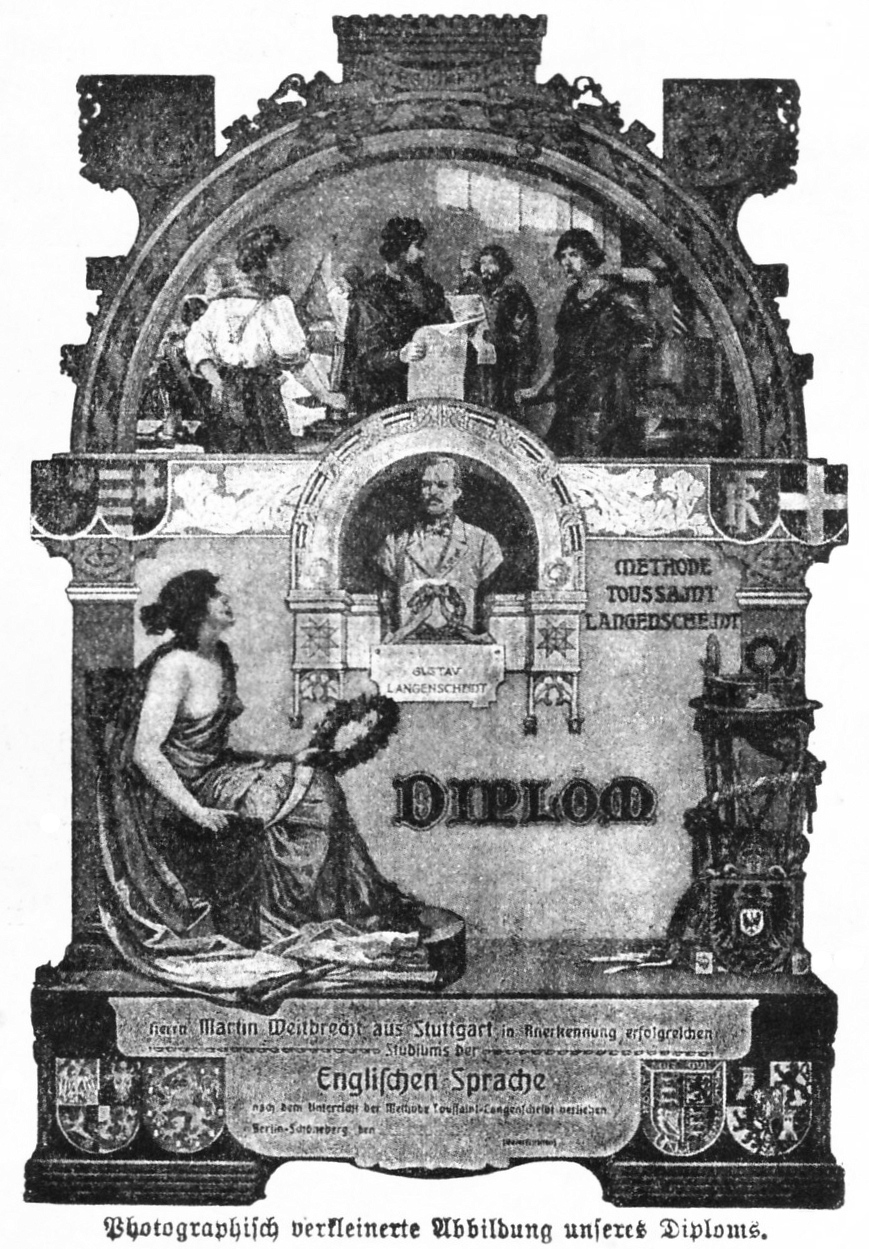
Beispiel eines Diploms, das nach erfolgreichem Abschluss einer Prüfung im Anschluss an einen Selbstlernsprachkurs ausgegeben wurde

Zum Abschluss eines kompletten Sprachkurses stellte der Verlag auf Wunsch eine Prüfungsaufgabe, deren Ausarbeitung er durch Fachleute begutachten ließ. Anschließend wurde ein Zeugnis über die Sprachprüfung ausgestellt und, sofern mindestens das Prädikat „genügend“ erteilt wurde, auch ein „von Künstlerhand angefertigtes, mehrfarbiges Diplom“.
Der Absatz der MeTouLa-Sprachlernbriefe wurde unter anderem dadurch gefördert, dass Neukunden mit der Einstiegslieferung noch einen „Probebrief“ oder den ersten Lernbrief in zweifacher Ausfertigung erhielten und ausdrücklich um Weitergabe an andere Interessenten gebeten wurden (eine frühe Form des Marketingkonzepts „Kunden werben Kunden“). Um 1915 kostete ein vollständiges Werk der MeTouLa-Sprachlernbriefe je nach Zahlungsweise 27 Mark (bei Komplettabnahme beider Kurse und Vorauszahlung) oder 36 Mark (bei Teilzahlungen für einzelne Briefe). Die Beigaben zu den Briefen waren in diesen Kosten enthalten. Lediglich für den Schuber („Mappe und Hülse“) wurde bei Einzelbezug der Briefe 1,30 Mark zusätzlich berechnet.
Ende der 1950er Jahre stellte Langenscheidt schließlich die Veröffentlichung der MeTouLa-Sprachlernbriefe zugunsten didaktisch anders aufbereiteter Sprachkurse und Bücher ein.
Liste der 14 bei Langenscheidt erschienenen MeTouLa-„Sprachlernbriefe für Deutsche“: 
1. Altgriechisch (von A. Tegge)
2. Englisch (von van Dalen, Lloyd, G. Langenscheidt)
3. Französisch (von Toussaint und G. Langenscheidt)
4. Hebräisch (von Carl Willing)
5. Italienisch (von H. Sabersky und Gustavo Sacerdote)
6. Lateinisch (von Carl Willing)
7. Niederländisch (von C. F. Bierhout und Ch. Altena)
8. Polnisch (von A. Krasnowolski und Fr. R. Jakob)
9. Portugiesisch (von Luise Ey)
10. Rumänisch (von Ghiță Pop und Gustav Weigand)
11. Russisch (von A. Garbell, K. Blattner, Körner, L. von Marnitz und P. Perwow)
12. Schwedisch (von E. Jonas, Ebbe Tuneld und C. G. Morén)
13. Spanisch (von S. Gräfenberg und D. Antonio Paz y Mélia)
14. Ungarisch (von József Balassa und L. Palóczy)

### Phonotoula-Platten

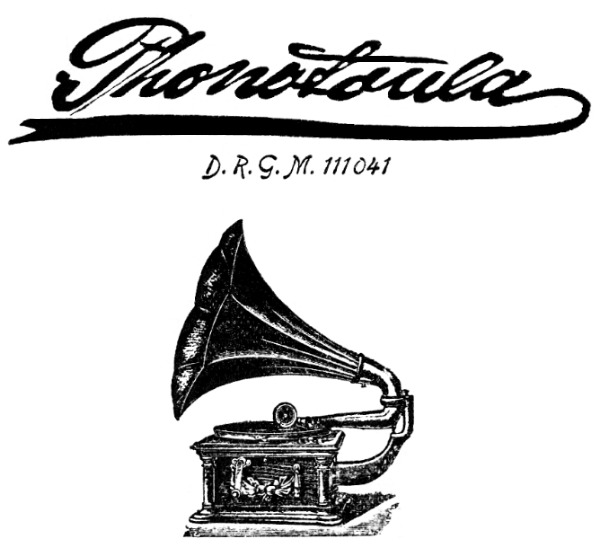
Phonotoula-Schriftzug mit Grammophon

Ab 1905 wurden die schriftlichen Sprachkurse nach der Methode Toussaint-Langenscheidt – weltweit „als erste von allen Sprachunterrichtsmethoden“ – durch „phonographische Platten“ fürs Grammophon ergänzt. Die Unterrichtsart wurde unter dem Namen „Phonotoula“ als Gebrauchsmuster gesetzlich geschützt (D.R.G.M. 111041).
Die ersten Langenscheidt-Schallplatten waren für den Englisch-Selbstlernkurs erhältlich und wurden in Zusammenarbeit mit der Deutschen Grammophon-Gesellschaft produziert. Es folgten Schallplatten für weitere Sprachen. Schließlich waren für alle 14 Sprachen der Lernbriefe jeweils „drei doppelseitig besprochene Sprechplatten“ erhältlich. Die Phonotoula-Platten bildeten nur optionale, aber nicht notwendige Bestandteile der Lernprogramme. Um 1915 kostete der „Satz von drei Briefplatten“ 15 Mark.

### Metoula-Sprachführer
Ab 1912 wurden als weitere Veröffentlichungsreihe in Buchform die „Metoula-Sprachführer“ eingeführt. Diese kleinformatigen Bücher richteten sich vorwiegend an Reisende und beinhalteten thematisch strukturiert den wichtigsten Wortschatz für geschäftliche und private Gespräche. Bei dieser Reihe ging es nicht ums komplette Erlernen einer neuen Sprache, sondern um die Ermöglichung einfacher Kommunikation in Alltagssituationen.
Bis in die 1960er Jahre erschienen die Metoula-Sprachführer in insgesamt 34 Sprachen. Aufgrund mehrfach vorgenommener inhaltlicher Aktualisierungen weichen die einzelnen Auflagen teils stark voneinander ab. 1963 wurde die Serie in „Langenscheidts Sprachführer“ umbenannt.

## Rechtliches

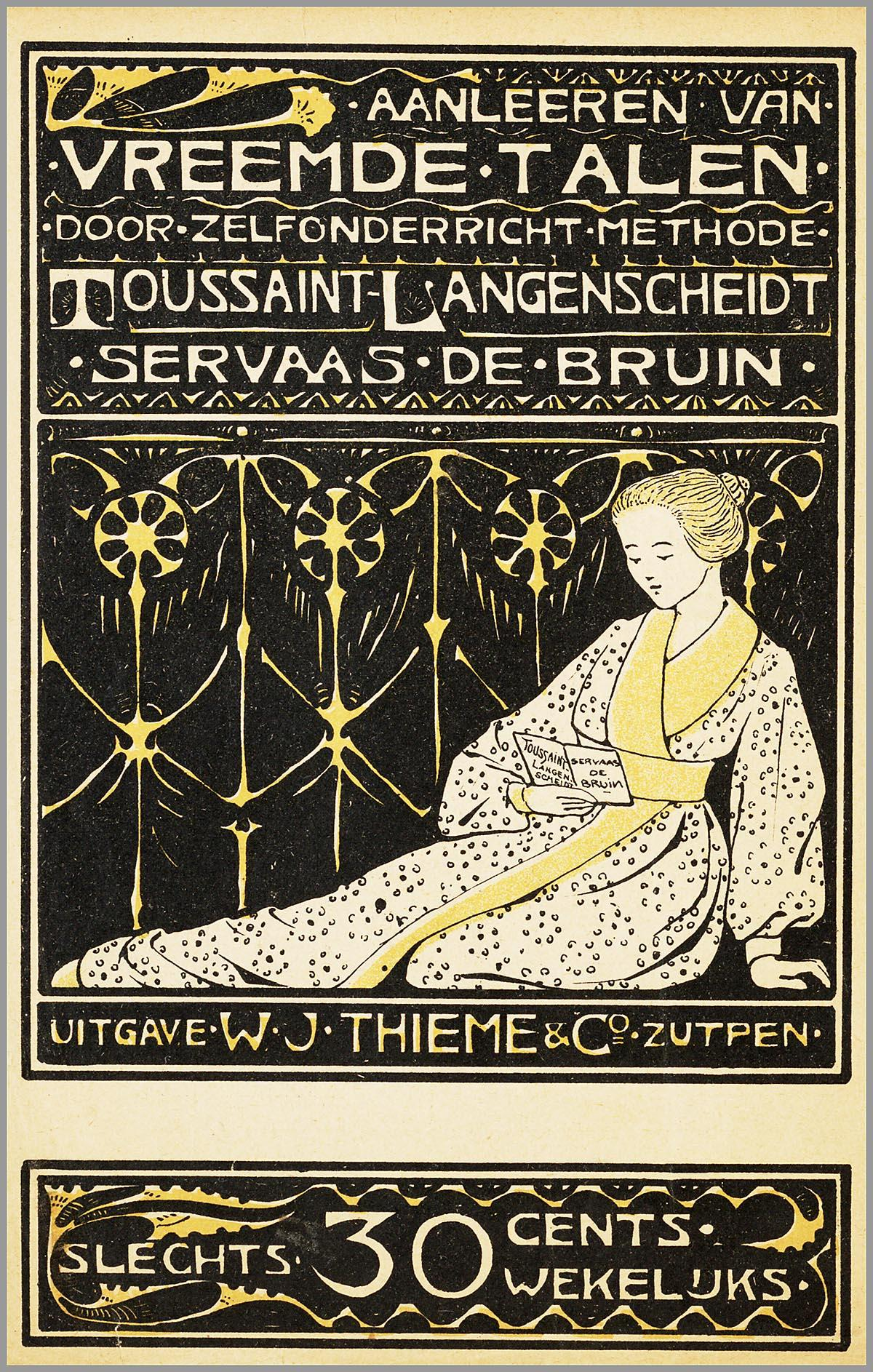
Anzeige für die von W.J. Thieme aus Zutphen in den Niederlanden herausgegebenen MeTouLa-Sprachlernbriefe

Insbesondere Ende des 19. und Anfang des 20. Jahrhunderts gab es mehrere Verlage, die versuchten, mit ähnlichen Namen, ähnlicher Aufmachung usw. auf den wirtschaftlichen Erfolg der Methode Toussaint-Langenscheidt aufzuspringen. Die Methode war jedoch Eigentum der Langenscheidtschen Verlagsbuchhandlung (Prof. G. Langenscheidt), heute Verlagsgruppe Langenscheidt. Alle MeTouLa-Originalwerke waren mit einer Schutzmarke versehen und patentrechtlich geschützt. Als Markenzeichen diente dabei – ganz im Sinne der Völkerverständigung – die Abbildung eines stilisierten Globus mit drei ineinander greifenden Händen, die mit den Aufschriften Frankreich, England und Deutschland versehen waren (Französisch und Englisch waren die ersten beiden Fremdsprachen der MeTouLa-Lernbriefe). Hinzu kam der Schriftzug Ohn’ Fleiß kein Preis sowie ein großes „L“ mit der Jahreszahl 1856. Der Buchstabe L stand als Kürzel für Langenscheidt, die Jahreszahl verwies auf die Verlagsgründung und die Herausgabe des ersten MeTouLa-Werks. Bis heute, Anfang des 21. Jahrhunderts, wird das L von Langenscheidt als markantes Logo verwendet, wenngleich in stark vereinfachter Form.
Die reine Bezeichnung „Toussaint-Langenscheidt“ war außerdem in mehreren Staaten als Warenzeichen geschützt. Diverse Einzelbestandteile wie der „Leserost“ unterlagen dem Gebrauchsmusterschutz.